# Immeuble de la rue des Contreforts
L'immeuble de la rue des Contreforts est un immeuble situé rue des Contreforts à Pérouges, dans le département de l'Ain. 
La maison abrite La maison des peintres de Pérouges.

## Protection
L'immeuble fait l’objet d’un classement au titre des monuments historiques depuis le 24 novembre 1921. 